# Nuestro Diario
Nuestro Diario es un periódico guatemalteco, el diario más circulado en Guatemala y uno de los más circulados en Latinoamérica. Su edición diaria tiene una tirada de entre 270 000 a 300 000 unidades por día.
Nuestro Diario es publicado por Diarios Modernos, S.A.
Es un papel de estilo tabloide.